# Fédération belge des femmes diplômées des académies
La Fédération belge des femmes diplômées des académies est une association sans but lucratif créée en 1921. Elle s'inscrit dans les mouvements féministes belges des XIXe et XXe siècles et lutte contre les inégalités entre les hommes et les femmes. Elle lutte principalement contre les inégalités éducationnelles et professionnelles et défend prioritairement les droits des femmes universitaires.

## Contexte historique
Au XIXe siècle émergent les premières pensées féministes belges. Ce fut l’accès à l’instruction qui éveilla en premier la conscience des femmes. Effectivement, le féminisme au XIXe siècle en Belgique est avant tout pédagogique. Bien que minoritaires, les femmes prirent progressivement conscience que le mariage n’était plus leur seule possibilité d’existence et que l’éducation pouvait être un pas de plus vers l’émancipation de la femme. Les quelques féministes existantes de l’époque sont convaincues que l’émancipation des femmes passe d’abord, non par l’innovation de lois, mais par un changement des mentalités qui serait rendu possible par l’éducation. En 1876, une loi leur permit désormais d’accéder aux études supérieures. Cependant, les revendications pédagogiques n’en demeuraient pas moins présentes car les inégalités entre les hommes et les femmes persistaient, notamment sur le plan éducationnel puisque aucune mesure ne fut mise en place pour rendre accessible ce droit qui leur avait été octroyé. 
La période d’entre-deux-guerres connut l’émergence de nombreux mouvements féministes. Cette affirmation s’explique par la prise de conscience générale des femmes de leur rôle important joué pendant la première guerre mondiale tant au niveau de la résistance qu’au niveau de la conservation du pays. Les femmes prirent conscience de leurs accomplissements considérables et c’est entre crises politiques et économiques, entre montée des courants autoritaires et la persistance des inégalités entre les hommes et les femmes que les revendications féministes n’ont cessé de se manifester. En effet, même si quelques privilèges avaient été accordés à certaines femmes méritantes de la guerre, notamment un droit de vote, cela n’était plus suffisant. Les femmes qui avaient participé activement à la vie politique et socio-économique durant la première guerre mondiale avaient d’autant plus de mal à concevoir qu’elles puissent à nouveau être assignées à leur rôle traditionnel de mère et de femme au foyer. Pour de nombreuses femmes, il était donc temps que leur statut soit davantage reconnu et que leurs conditions changent, pour effectivement passer de la femme qu’on voyait plus souvent au foyer à la femme révolutionnaire.
Ces mouvements de revendications féministes ont été portés par d’anciennes associations féministes mais également de nouvelles, plus réformistes encore.
Influencée par des associations féministes étrangères qui luttaient pour les droits et le développement de l’éducation des femmes, et encouragée par Paule Vanderstichele qui assista au premier Congrès international organisé par l’IFUW en 1920, Marie Derscheid fonda en 1921 la Fédération belge des femmes universitaires.

## Objectifs et revendications
La Fédération belge des femmes diplômées des académies a pour principal objectif la défense des droits des femmes en général, mais plus particulièrement ceux des femmes universitaires.
Alors que partout en Europe les revendications féministes sont essentiellement centrées sur l’acquisition pour les femmes de droits politiques, plus précisément le droit de vote, en Belgique ce sont plutôt des revendications pédagogiques qui sont au cœur des mouvements féministes. Cela s’explique par cette nette croyance que l’éducation de qualité permettra aux femmes de gagner leur égalité économique et civile. La FBFU ayant particulièrement à cœur la promotion et le développement de l’éducation et des carrières intellectuelles des femmes, elle a pour ambition d’une part, la réorganisation de l’enseignement secondaire afin de mieux les préparer aux études universitaires et d’autre part, la restructuration du système universitaire lui-même afin qu’elles soient mieux préparées à leur vie professionnelle.
L’association lutte contre toute forme d’inégalité entre les hommes et les femmes mais principalement celles sur le plan éducationnel et sur le plan professionnel. En effet, à la sortie de l’université, les femmes sont confrontées à des difficultés que ne rencontrent pas la gent masculine. Les femmes éprouvent des difficultés considérables à trouver un emploi ou à accéder à certaines professions, notamment dans le droit ou la médecine, et ne bénéficient pas des mêmes privilèges ni du même salaire que les hommes pour un même diplôme. Afin d’y remédier, un comité d’entraide est créé en 1921 pour aider ces femmes à trouver un emploi et pour défendre leurs intérêts sur le plan professionnel.
Ce n’est qu’à partir des années 1930, dans la période d’entre-deux-guerres, que la Fédération commença son combat pour l’acquisition du droit de vote pour les femmes pensant que par cette voie, leurs revendications pourraient être exaucées. Par ailleurs, pour la Fédération, le vote était devenu indispensable pour permettre la participation des femmes à la vie publique et à la réorganisation du pays tant désirée par celles-ci en ce contexte d’après-guerre.
Un autre objectif important pour la Fédération est la promotion d’un idéal de paix, dans le but d’éviter de nouvelles guerres. Pour ce faire, la FBFU a pris de nombreuses initiatives telles que l’organisation de conférences sur le désarmement. Malheureusement, l’entrée en guerre de la Deuxième Guerre mondiale ternira ses espoirs et celles des autres associations féminines quant à la réalisation de cet idéal.
La FBFU vise également la création d’un réseau international d'entraide entre diplômées. Elle favorise les relations entre femmes universitaires d’horizons différents par le biais, notamment, d’échanges internationaux et via l’octroi de bourse d’étude et de voyage. La première bourse  de la Fédération fut attribuée en 1926.
La Seconde Guerre mondiale freinera les revendications féministes car la situation tragique du pays mènera les associations féministes dont fait partie la FBFU à poursuivre ses activités de manière clandestine. Cependant, le mérite des nombreuses femmes à nouveau résistantes durant la guerre permettra de justifier d’autant plus fort, dès la fin de celle-ci, que de réels changements soient entrepris à l’égard du statut des femmes. Ce que les associations ne vont cesser de revendiquer encore dans les années 1950, demandant plus d’égalité entre les hommes et les femmes tant au niveau politique qu’économique ou encore civil car les opinions sur la place et le rôle que les femmes devraient occuper tend encore à faire divergence. Pour réaliser ses objectifs, la FBFU peut compter sur trois personnalités politiques en particulier : Georgette Ciselet, Jeanne Vandervelde et Pierre Vermeylen. Malheureusement, elle perdra dans les années 1960 la majorité de ces appuis car Georgette Ciselet perd son mandat de sénatrice en 1961 et Jeanne Vandervelde décède en 1963.
Ces événements n’empêcheront cependant pas les ambitions et le combat de la FBFU contre la discrimination à progressivement s’achever car dès les années 1970 de nouvelles législations introduisant l’égalité entre les hommes et les femmes tant attendue font leur apparition. Ce progrès s’explique probablement par la pression exercée par les femmes sur la société pour admettre cette nouvelle réalité, celle d’une égalité entre les sexes. Ces changements législatifs s’effectuèrent successivement jusqu’à la réforme de la Constitution en l’an 2000 qui acta définitivement la position égale de la femme à celle de l’homme par l’interdiction de créer toute discrimination fondée sur le sexe. Les activités de la FBFU ainsi que celles des autres associations féministes consistent désormais, depuis les avancées législatives, à veiller à ce que cette égalité et ces droits durement acquis soient respectés et à écarter les potentiels dangers menaçant de rompre cet équilibre.

## Initiatives et activités
La fédération belge des femmes universitaires entreprit de nombreux projets :

### Sur le plan pédagogique

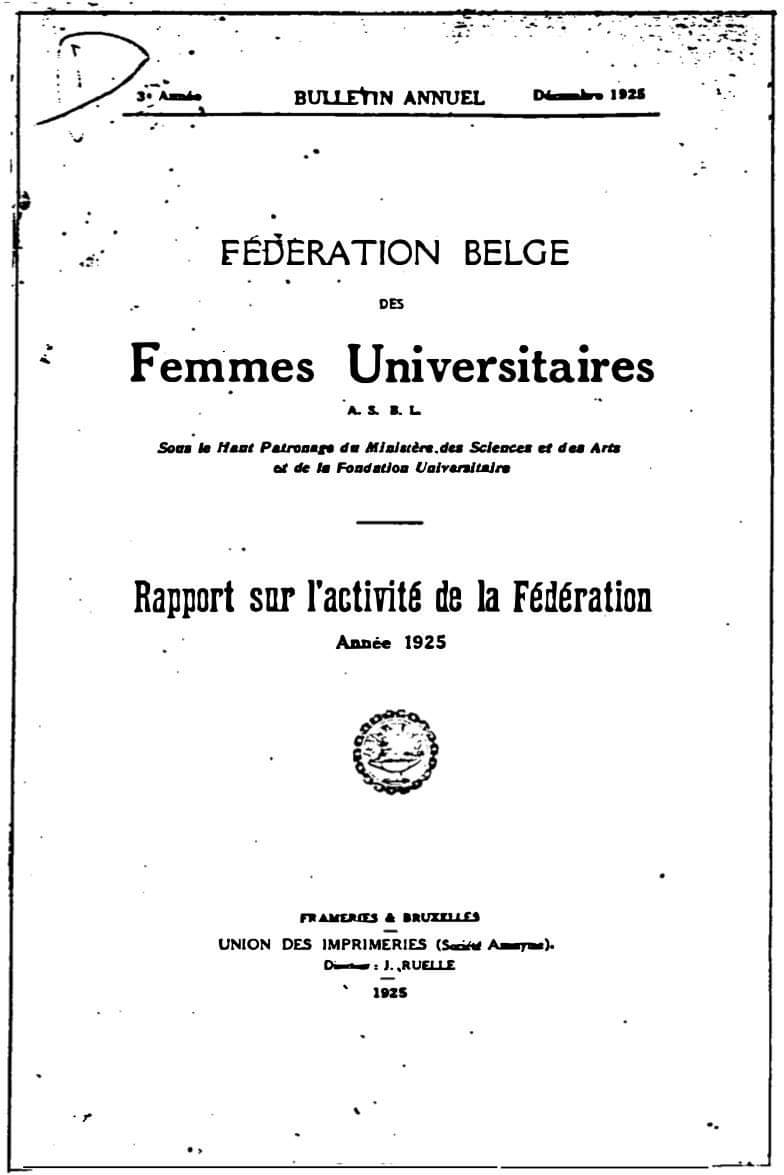
Bulletin de la FBFU de 1925.

En 1921, elle innova son premier bulletin annuel qui recense notamment les offres d’emplois disponibles pour les jeunes diplômées.
En 1925, elle créa l’enseignement supérieur préparatoire aux études universitaires dans le but d’encourager les jeunes femmes à entreprendre un parcours universitaire.
En 1938, elle demanda aux autorités d’envisager la nomination des femmes dans les écoles mixtes via le Ministère de l’Instruction publique. Bien avant déjà, elle intervenait auprès des échevins de l’instruction publique pour permettre aux femmes universitaires d’enseigner dans des écoles normales, moyennes ou dans ses sections d’athénées à barème égale et qu’elles puissent être privilégiées pour enseigner en remplacement vis-à-vis des hommes qui cumulaient déjà certains emplois. Cette demande fut exaucée en 1939 lorsque le Ministère de l’Instruction publique désigna à titre intermédiaire des femmes pour remplacer des enseignants d’établissements mixtes, d’athénées et d’écoles moyennes.

### Sur le plan professionnel
En 1924, elle créa son propre système d’attribution de bourses d’études afin de développer des échanges et des relations internationales et octroiera en 1926 sa première bourse à l’une de ses membres.
En 1926, elle créa une Commission des Bourses chargée de sélectionner les candidates et de gérer les fonds prévus à cet effet. Les fonds sont récoltés par dons, legs et bénéfices de manifestations culturelles.
Dans les années 1933-1935, elle s’opposera nettement aux mesures prises par les autorités qu’elle estime discriminatoires concernant le travail féminin, notamment contre la proposition de loi déposée le 13 février 1934 visant à contingenter le travail de la femme mariée dans l’industrie et le commerce pour surmonter la crise économique. D’autres initiatives semblables furent entreprises par les autorités contre lesquelles la FBFU n’hésitera pas à lutter par l’organisation de nombreux meetings et protestations.

### Sur le plan idéologique, pour l’idéal de démocratie et de la paix
Elle organise une conférence sur le désarmement le 25 janvier 1932 lors de la montée des courants nazis et fascistes et intensifie sa propagande en faveur de la Société des nations.
Elle participe à plusieurs rassemblements dont le meeting organisé par le Comité mondial des femmes (CMF) le 5 septembre 1936 au Heysel, à Bruxelles, contre la guerre et le fascisme car elle croit en l’idée que ce qui menace la paix, menace également les conditions des femmes.
Elle vient en aide aux femmes universitaires espagnoles qui tentent de s’exiler en raison de leur persécution en donnant des vêtements et des vivres.
Elle apporte son aide aux associations nationales dans le besoin affiliées à l’IFUW et récolte des fonds pour le Fonds d’entraide de l’IFUW.

## Composition
La Fédération belge des femmes universitaires fut créée en 1921 et constituée sous forme d’A.S.B.L. en 1922. La FBFU, dont le siège était situé à Bruxelles, fut à l’origine essentiellement composée de femmes universitaires issues de l’ULB. Cette composition laissa d’ailleurs parfois penser que la FBFU était plutôt d’opinion laïque même si la Fédération s’est toujours revendiquée comme étant dépourvue d’appartenance idéologique et politique.
Au fil des années, le nombre de membres de la Fédération ne cessera d’augmenter et elle recensera les femmes les plus ambitieuses. En effet, la FBFU compte parmi ses membres les premières femmes dans leur domaine : les premières femmes médecins, les premières femmes avocates, les premières femmes actuaires, les premières chercheuses scientifiques,… qui deviendront pour certaines d’entre elles professeurs, enseignantes ou encore directrices d’établissements
Quelques-unes d’entre elles se dirigeront également vers la politique, particulièrement dans le parti socialiste ou libéral. D’autres femmes encore, sont membres de la Franc-maçonnerie. 
La FBFU compte 119 membres dès sa première année et en comptera 642 d’ici l’année 1940. Dans les années 70, 1300 femmes sont membres de la Fédération.
Dès sa création, la FBFU regroupe plusieurs sections locales dont la section bruxelloise qui demeure la plus importante dans la période de l’entre-deux-guerres. 
De sa fondation jusqu’en 1931, Marie Derscheid en sera la principale animatrice. En 1932, Germaine Hannevart devient présidente de l’association jusqu’en 1950.

## Personnalités de l'association
- Hélène Antonopoulo, sociologue[48]
- Jeanne Beeckmman Vandervelde, médecin[48]
- Lucia de Brouckère, chimiste[48]
- Georgette Ciselet, juriste[48]
- Marguerite Delchef, philologue
- Marie Derscheid, médecin, présidente (1921-1932)
- Germaine Hannevart, biologiste, présidente à partir de 1932[49]
- Paule Lamy, juriste[48]
- Marcelle Renson, juriste[48]
- Suzanne Tassier, historienne[48]

- Suzanne Simon est membre et lègue des fonds pour qu'une bourse destinée à une femme médecin soit créée en son nom[50].